# عبدالرحمن عناد
عبدالرحمن عناد (انگلیسی: Abdurahman Enad؛ زادهٔ ۶ سپتامبر ۱۹۹۶) یک بازیکن فوتبال اهل قطر است.

## تیم ملی
وی همچنین در تیم ملی فوتبال زیر ۲۰ سال قطر بازی کرده است.